# گورستان ب صومعه دل
گورستان ب صومعه دل مربوط به هزاره اول قبل از میلاد است و در شهرستان ورزقان، بخش مرکزی، دهستان ازو مدل جنوبی، ۳ کیلومتری جنوب غربی روستای صومعه دل واقع شده و این اثر در تاریخ ۲۸ شهریور ۱۳۸۶ با شمارهٔ ثبت ۱۹۵۷۳ به‌عنوان یکی از آثار ملی ایران به ثبت رسیده است.